# Bexar megye
Bexar megye az Amerikai Egyesült Államokban, azon belül Texas államban található. Megyeszékhelye és legnagyobb városa San Antonio. Lakosainak száma 2 009 324 fő (2020). Bexar megye Kendall, Comal, Guadalupe, Wilson, Atascosa, Medina és Bandera megyékkel határos.

## Népesség
A megye népességének változása:
| Lakosok száma | 1 722 996 | 1 754 167 | 1 785 787 | 1 817 610 | 1 897 753 | 1 958 578 | 2 009 324 |
|               | 2010      | 2011      | 2012      | 2013      | 2015      | 2017      | 2020      |